# جایزه سینمایی انتخاب منتقدان برای بهترین بازیگر مرد

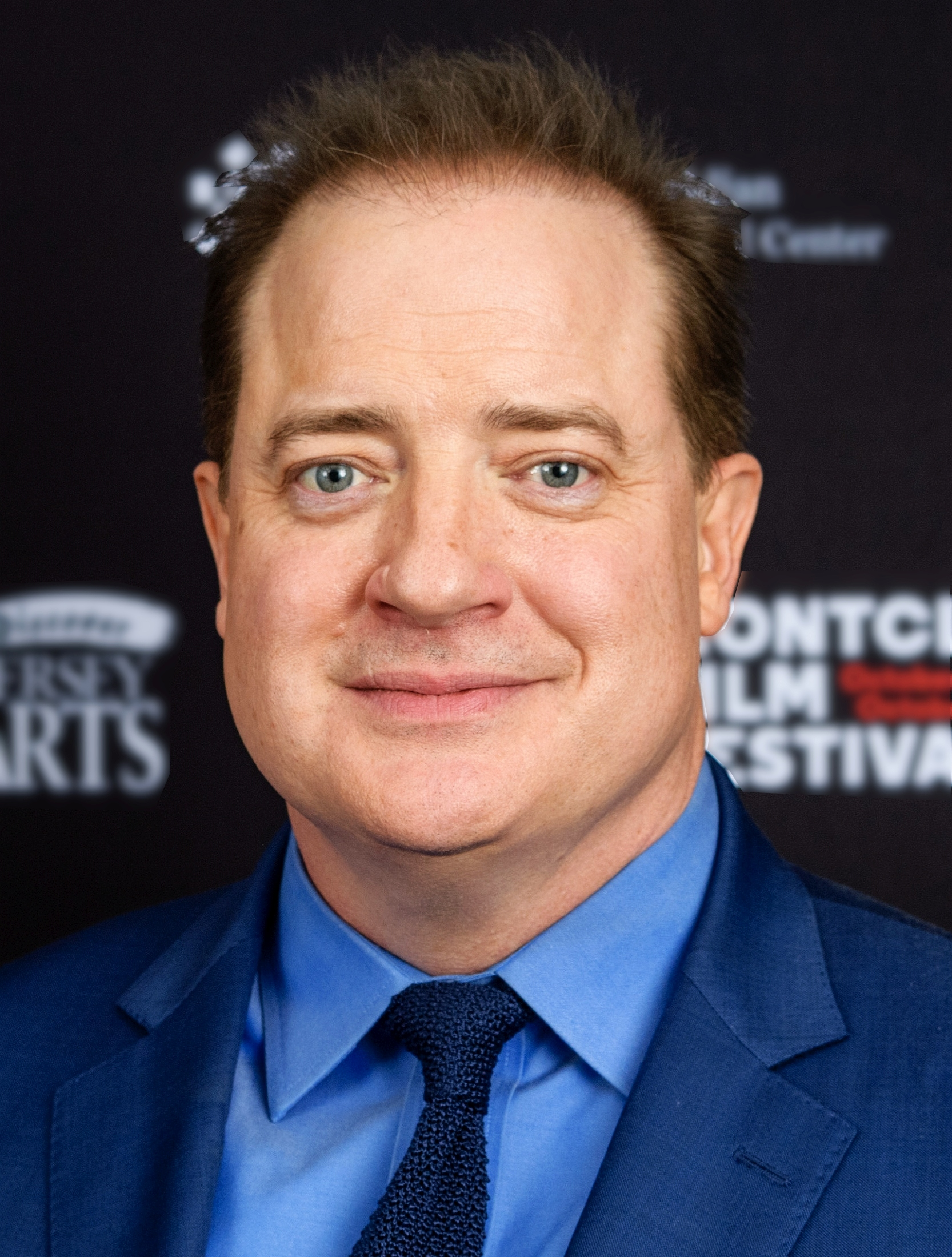
فریزر در جشنواره فیلم مونتکلیر برای بحث در مورد فیلم جدیدش "نهنگ" عکاس: نیل گرابوفسکی

جایزه سینمایی انتخاب منتقدان برای بهترین بازیگر مرد (انگلیسی: Critics' Choice Movie Award for Best Actor) جایزه‌ای که توسط انجمن منتقدان پخش فیلم به فعالان بخش سینما داده می‌شود.

## لیست برنده‌ها و نامزدها

### دهه ۱۹۹۰
- ۱۹۹۵: کوین بیکن – Murder in the First در نقش Henri Young
- ۱۹۹۶: جفری راش – درخشیدن (فیلم) در نقش David Helfgott †
- ۱۹۹۷: جک نیکلسون – بهتر از این نمی‌شه در نقش Melvin Udall †
- ۱۹۹۸: ایان مک‌کلن – خدایان و هیولاها در نقش جیمز ویل ‡
- ۱۹۹۹: راسل کرو – نفوذی (فیلم ۱۹۹۹) در نقش Jeffrey Wigand ‡

### دهه ۲۰۰۰
۲۰۰۰: راسل کرو – گلادیاتور (فیلم ۲۰۰۰) در نقش Maximus Decimus Meridius †
۲۰۰۱: راسل کرو – ذهن زیبا در نقش جان فوربز نش ‡
- شان پن – من سم هستم در نقش Sam Dawson ‡
- ویل اسمیت – علی (فیلم) در نقش محمد علی کلی ‡

۲۰۰۲: دانیل دی-لوئیس – دارودسته‌های نیویورکی در نقش William "Bill the Butcher" Cutting ‡ / جک نیکلسون – درباره اشمیت در نقش Warren Schmidt ‡ (TIE)
- رابین ویلیامز – عکس یک‌ساعته در نقش Seymour "Sy" Parrish

۲۰۰۳: شان پن – رودخانه میستیک در نقش Jimmy Markum †
- راسل کرو – ناخدا و فرمانده: آخر دنیا در نقش Captain Jack Aubrey
- جانی دپ – دزدان دریایی کارائیب: نفرین مروارید سیاه در نقش جک اسپارو ‡
- بن کینگزلی – خانه‌ای از شن و مه در نقش Amir Behrani ‡
- بیل مری – گمشده در ترجمه در نقش Bob Harris ‡

۲۰۰۴: جیمی فاکس – ری (فیلم) در نقش ری چارلز †
- خاویر باردم – دریای درون در نقش رامون سمپدرو
- دان چیدل – هتل رواندا در نقش پاول روسساباگینا ‡
- جانی دپ – در جستجوی ناکجاآباد در نقش جیمز بری ‡
- لئوناردو دی‌کاپریو – هوانورد (فیلم ۲۰۰۴) در نقش هوارد هیوز ‡
- پل جیاماتی – راه‌های فرعی (فیلم) در نقش Miles Raymond

۲۰۰۵: فیلیپ سیمور هافمن – کاپوتی (فیلم) در نقش ترومن کاپوتی †
- راسل کرو – مرد سیندرلایی در نقش جیم جی برادوک
- ترنس هاوارد – شتاب و طغیان در نقش DJay ‡
- هیث لجر – کوهستان بروکبک در نقش Ennis Del Mar ‡
- واکین فینیکس – سربه‌راه باش در نقش جانی کش ‡
- دیوید استراترن – شب‌بخیر و موفق باشید. در نقش ادوارد مورو ‡

۲۰۰۶: فارست ویتاکر – آخرین پادشاه اسکاتلند (فیلم) در نقش عیدی امین †
- لئوناردو دی‌کاپریو – الماس خونین (فیلم) در نقش Danny Archer ‡
- لئوناردو دی‌کاپریو – رفتگان در نقش William "Billy" Costigan, Jr.
- رایان گاسلینگ – Half Nelson در نقش Dan Dunne ‡
- پیتر اوتول – ونوس (فیلم) در نقش Maurice Russell ‡
- ویل اسمیت – در جستجوی خوشبختی در نقش کریس گاردنر ‡

۲۰۰۷: دانیل دی-لوئیس – خون به پا خواهد شد در نقش Daniel Plainview †
- جرج کلونی – مایکل کلیتون در نقش Michael Clayton ‡
- جانی دپ – سوئینی تاد: آرایشگر شیطانی خیابان فلیت (فیلم ۲۰۰۷) در نقش سویینی تاد ‡
- رایان گاسلینگ – لارس و دختر واقعی در نقش Lars Lindstrom
- امیل هرش – به‌سوی طبیعت وحشی در نقش کریستوفر مک‌کندلس
- ویگو مورتنسن – قول‌های شرقی در نقش Nikolai Luzhin ‡

۲۰۰۸: شان پن – میلک (فیلم) در نقش هاروی میلک †
- کلینت ایستوود – گرن تورینو در نقش Walt Kowalski
- ریچارد جنکینز – بازدیدکننده (فیلم) در نقش Walter Vale ‡
- فرانک لانگلا – فراست/نیکسون در نقش ریچارد نیکسون ‡
- برد پیت – مورد عجیب بنجامین باتن در نقش Benjamin Button ‡
- میکی رورک – کشتی‌گیر (فیلم) در نقش Randy "The Ram" Robinson ‡

۲۰۰۹: جف بریجز – دل دیوانه در نقش Otis "Bad" Blake †
- جرج کلونی – بالا در آسمان (فیلم ۲۰۰۹) در نقش Ryan Bingham ‡
- کالین فرث – یک مرد مجرد در نقش George Falconer ‡
- مورگان فریمن – شکست‌ناپذیر (فیلم ۲۰۰۹ ایستوود) در نقش نلسون ماندلا ‡
- ویگو مورتنسن – جاده (فیلم ۲۰۰۹) در نقش Man
- جرمی رنر – مهلکه در نقش Sergeant First Clدر نقشs William James ‡

### دهه ۲۰۱۰
۲۰۱۰: کالین فرث – سخنرانی پادشاه در نقش جرج ششم †
- جف بریجز – شجاعت واقعی (فیلم ۲۰۱۰) در نقش Rooster Cogburn ‡
- رابرت دووال – Get Low در نقش Felix Bush
- جسی آیزنبرگ – شبکه اجتماعی (فیلم) در نقش مارک زاکربرگ ‡
- جیمز فرانکو – ۱۲۷ ساعت در نقش آرون رالستون ‡
- رایان گاسلینگ – ولنتاین غمگین در نقش Dean Pereira

۲۰۱۱: جرج کلونی – زادگان در نقش Matt King ‡
- لئوناردو دی‌کاپریو – جی. ادگار در نقش جی. ادگار هوور
- ژان دوژاردن – آرتیست در نقش George Valentin †
- مایکل فاسبندر – شرم (فیلم ۲۰۱۱) در نقش Brandon Sullivan
- رایان گاسلینگ – رانندگی (فیلم) در نقش Driver
- برد پیت – مانیبال در نقش Billy Beane ‡

۲۰۱۲: دانیل دی-لوئیس – لینکلن (فیلم ۲۰۱۲) در نقش آبراهام لینکلن †
- بردلی کوپر – دفترچه امیدبخش در نقش Patrick "Pat" Solitano, Jr. ‡
- جان هاکس (بازیگر) – جلسه‌ها (فیلم) در نقش Mark O'Brien
- هیو جکمن – بینوایان (فیلم ۲۰۱۲) در نقش ژان وال‌ژان ‡
- واکین فینیکس – استاد (فیلم ۲۰۱۲) در نقش Freddie Quell ‡
- دنزل واشینگتن – پرواز (فیلم ۲۰۱۲) در نقش William "Whip" Whitaker, Sr. ‡

۲۰۱۳: متیو مک‌کانهی – باشگاه خریداران دالاس در نقش Ron Woodroof †
- کریستین بیل – حقه‌بازی آمریکایی در نقش Irving Rosenfeld ‡
- بروس درن – نبراسکا (فیلم) در نقش Woody Grant ‡
- چویتل اجیوفور – ۱۲ سال بردگی در نقش سالومون نورثاپ ‡
- تام هنکس – کاپیتان فیلیپس (فیلم) در نقش ریچارد فیلیپس
- رابرت ردفورد – همه چیز از دست رفته است در نقش Our Man

۲۰۱۴: مایکل کیتون – بردمن (فیلم) در نقش Riggan Thomson ‡
- بندیکت کامبربچ – بازی تقلید در نقش آلن تورینگ ‡
- رالف فاینس – هتل بزرگ بوداپست در نقش Monsieur Gustave H.
- جیک جیلنهال – شبگرد (فیلم ۲۰۱۴) در نقش Lou Bloom
- دیوید اویلوو – سلما (فیلم) در نقش مارتین لوتر کینگ جونیور
- ادی ردمین – نظریه همه‌چیز (فیلم ۲۰۱۴) در نقش استیون هاوکینگ †

۲۰۱۵: لئوناردو دی‌کاپریو – بازگشته (فیلم ۲۰۱۵) در نقش Hugh Glass †
- برایان کرانستون – ترامبو (فیلم ۲۰۱۵) در نقش دالتون ترامبو ‡
- مت دیمون – مریخی (فیلم) در نقش Mark Watney ‡
- جانی دپ – عشاء ربانی سیاه در نقش جیمز بالجر
- مایکل فاسبندر – استیو جابز (فیلم) در نقش استیو جابز ‡
- ادی ردمین – دختر دانمارکی (فیلم) در نقش لیلی البه ‡

۲۰۱۶: کیسی افلک – منچستر بای د سی در نقش Lee Chandler †
- جوئل اجرتون – لاوینگ (فیلم ۲۰۱۶) در نقش Richard Loving
- اندرو گارفیلد – ستیغ هک‌سا در نقش دزموند داس ‡
- رایان گاسلینگ – لا لا لند در نقش Sebastian Wilder ‡
- تام هنکس – سالی (فیلم ۲۰۱۶) در نقش Captain Chesley "Sully" Sullenberger
- دنزل واشینگتن – حصارها (فیلم) در نقش Troy Maxson ‡